# 埃特里尼
埃特里尼（法語：Étrigny，法語發音：[etʁiɲi]）是法国索恩-卢瓦尔省的一个市镇，属于索恩河畔沙隆区。

## 地理
埃特里尼（46°35'25"N, 4°48'14"E）面积19.22 平方千米，位于法国勃艮第-弗朗什-孔泰大區索恩-卢瓦尔省，该省份为法国中部省份，北起顺时针与科多尔省、汝拉省、安省、罗讷省、卢瓦尔省、阿列省和涅夫勒省接壤。
与埃特里尼接壤的市镇（或旧市镇、城区）包括：楠通、格罗讷河畔布雷斯、沙派兹、拉沙佩勒德布拉尼、拉沙佩勒苏布朗雄、芒塞。

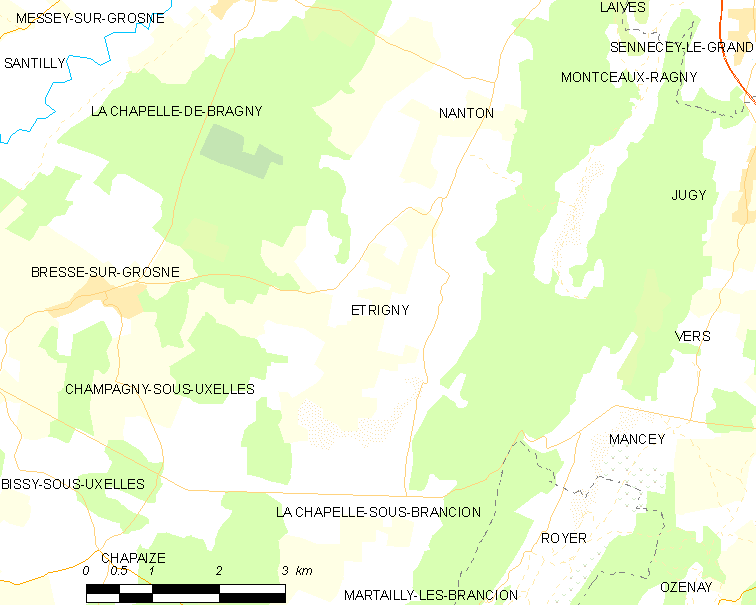
埃特里尼的OSM定位图

埃特里尼的时区为UTC+01:00、UTC+02:00（夏令时）。

## 行政
埃特里尼的邮政编码为71240，INSEE市镇编码为71193。

## 政治
埃特里尼所属的省级选区为图尔尼县。

## 人口

1962-2008年间埃特里尼人口变化图示

埃特里尼于2022年1月1日时的人口数量为481人。